# Lesubotang
Lesubotang ist ein osttimoresischer Ort im Suco Lahomea (Verwaltungsamt Maliana, Gemeinde Bobonaro). Das Dorf liegt im nördlichen Zentrum der Aldeia Lahomea, auf einer Meereshöhe von 416 m, am Ostufer des Biapelus, ein Zufluss des Nunuras. Durch Lesubotang führt die Überlandstraße von der Gemeindehauptstadt Maliana zum Ort Bobonaro. Südöstlich schließt sich an der Straße die kleine Siedlung Lesuboten an Lesubotang an, nordwestlich das Dorf Lahomea.
Lesubotang hat ein Uma Lulik und ein Uma Lisan. Nördlich liegt der Friedhof Lahomea Tapo metan.